# 암리타 싱
암리타 싱(힌디어: अमृता सिंह, 영어: Amrita Singh, 1958년 2월 8일 ~ )은 인도의 배우이다. 1994 필름페어상 여우조연상 수상자이다.